# Auboranges
Auboranges (/obɔʀãʒ/) est une ancienne commune suisse et actuellement une localité de Rue, située dans le canton de Fribourg, dans le district de la Glâne.

## Géographie
Auboranges se situe à la frontière avec le canton de Vaud , sur la rive gauche de la Broye, à 2 km au nord-ouest de la gare de Châtillens et à 4 km au sud de Rue.
Le territoire de la commune s'étend sur 1,93 km2. Lors du relevé de 2013-2018, les surfaces d'habitations et d'infrastructures représentaient 9,3 % de sa superficie, les surfaces agricoles 79,8 %, les surfaces boisées 10,4 % et les surfaces improductives 0,0 %.
Auboranges est limitrophe des localités d'Écublens et Rue ainsi qu'Essertes, Jorat-Mézières, Oron et Servion dans le canton de Vaud.

## Toponymie
Le nom de la localité, qui se prononce /obɔʀãʒ/, dérive très probablement d'un nom de personne, peut-être un cognomen latin du type *Alborus (d'albor, blancheur), suivi du suffixe germanique -ingas ou -ianicas, qui désigne un lieu. Il a ensuite été réinterprété au sens de  « aux Boranges ».
Sa première occurrence écrite date de 1155, sous la forme d'Alburengens.
La localité se nomme On Borindzè ou Ouborindze  en patois fribourgeois.
Son ancien nom allemand est Albringen.

## Histoire
En 1317, Louis II de Vaud cède ses droits seigneuriaux à Auboranges contre les droits que possédait l'abbaye de Saint-Maurice à Vuadens, retenant toutefois la haute justice. L'abbaye conserve ses biens jusqu'à la fin de l'Ancien Régime. 
Auboranges fait partie du bailliage fribourgeois de Rue de 1536 à 1798, puis du district du même nom jusqu'en 1848. 
Le 12 novembre 2023, les habitants de la commune acceptent en votation populaire, à 79 %, d'intégrer leur village à la commune de Rue à l'instar de Chapelle et Écublens. La fusion sera effective le 1er janvier 2025. 

## Population et société

### Surnom
Les habitants de la commune sont surnommés lè Cu Frindzi, soit les culs effrangés en patois fribourgeois.

### Démographie

#### Évolution de la population
Auboranges compte 288 habitants au 31 décembre 2022 pour une densité de population de 149 hab/km2. Sur la période 2010-2019, sa population a augmenté de 6,4 % (canton : 15,5 % ; Suisse : 9,4 %).  

#### Pyramide des âges
En 2020, le taux de personnes de moins de 30 ans s'élève à 36,2 %, au-dessus de la valeur cantonale (35,2 %). Le taux de personnes de plus de 60 ans est quant à lui de 18,2 %, alors qu'il est de 22 % au niveau cantonal.
La même année, la commune compte 149 hommes pour 144 femmes, soit un taux de 50,9 % d'hommes, supérieur à celui du canton (50,1 %).
| Hommes | Classe d’âge | Femmes |
| ------ | ------------ | ------ |
| 0,0    | 90 ans ou +  | 0,0    |
| 5,4    | 75 à 89 ans  | 5,6    |
| 10,7   | 60 à 74 ans  | 14,6   |
| 27,5   | 45 à 59 ans  | 21,5   |
| 18,8   | 30 à 44 ans  | 23,6   |
| 14,1   | 15 à 29 ans  | 16,0   |
| 23,5   | - de 14 ans  | 18,8   |

| Hommes | Classe d’âge | Femmes |
| ------ | ------------ | ------ |
| 0,4    | 90 ans ou +  | 1,0    |
| 5,9    | 75 à 89 ans  | 7,4    |
| 14,5   | 60 à 74 ans  | 14,8   |
| 22,2   | 45 à 59 ans  | 21,9   |
| 21,0   | 30 à 44 ans  | 20,6   |
| 19,1   | 15 à 29 ans  | 18,3   |
| 17,0   | - de 14 ans  | 16,0   |

## Économie
En 1990, le secteur primaire fournissait encore 15 emplois sur 33 dans la commune. Sur les 80 personnes actives, 51 travaillaient à l'extérieur, surtout dans le canton de Vaud.

## Particularité
Auboranges est la seule commune du canton à perpétuer activement les corvées. Chaque ménage du village délègue un cantonnier (homme ou femme), qui sera chargé par la commune de travaux d'intérêt général : nettoyage des déchets en forêt, réaménagement de chemins, débroussaillage. Les corvées sont organisées chaque année, pendant deux samedis d'automne. Les villageois qui s'abstiennent paient une taxe, en plus de l'impôt communal. L'exercice prend aussi un tour convivial, puisque la commune organise le repas de midi et l'apéritif qui le précède[réf. nécessaire].

## Personnalités liées à la commune
- Mary Widmer-Curtat est née à Auboranges, créatrice du Comité central suisse de secours aux réfugiés belges à Lausanne.